# Campionato FIA di Formula 3 asiatica 2019-2020
Il Campionato asiatico F3 2019-2020 è stata la terza edizione del campionato di Formula 3 a monoposto multi-evento. Il campionato presentò un mix di piloti professionisti e amatoriali.
La stagione è iniziata il 13 dicembre 2019 sul Circuito di Sepang e si è conclusa il 23 febbraio 2020 sul Circuito di Buriram, dopo quindici gare disputate in cinque round, con la vittoria del pilota olandese Joey Alders, con il team di Hong Kong BlackArts Racing.

## Team e Piloti
| Team                  | No. | Drivers             | Rounds |
| --------------------- | --- | ------------------- | ------ |
| Hitech Grand Prix     | 2   | Jake Hughes         | 1–2    |
| Hitech Grand Prix     | 3   | Nikita Mazepin      | Tutti  |
| Hitech Grand Prix     | 10  | Alessio Deledda     | Tutti  |
| Hitech Grand Prix     | 11  | Ukyo Sasahara       | Tutti  |
| Zen Motorsport        | 4   | Yu Kuai             | Tutti  |
| Zen Motorsport        | 25  | Alister Yoong       | 5      |
| Zen Motorsport        | 44  | Paul Wong           | 1–3, 5 |
| Zen Motorsport        | 44  | Gilbert Ang         | 4      |
| Absolute Racing       | 5   | Cao Zhuo            | 1      |
| Absolute Racing       | 5   | Alister Yoong       | 4      |
| Absolute Racing       | 5   | Dominic Ang         | 5      |
| Absolute Racing       | 15  | Jamie Chadwick      | Tutti  |
| Absolute Racing       | 16  | Tommy Smith         | Tutti  |
| Absolute Racing       | 17  | Devlin DeFrancesco  | 1–3    |
| Absolute Racing       | 17  | Najiy Razak         | 4      |
| Absolute Racing       | 17  | Leonard Hoogenboom  | 5      |
| Pinnacle Motorsport   | 7   | Jack Doohan         | Tutti  |
| Pinnacle Motorsport   | 21  | Pietro Fittipaldi   | Tutti  |
| Pinnacle Motorsport   | 77  | Sebastián Fernández | 2–3    |
| Pinnacle Motorsport   | 77  | Dominic Ang         | 4      |
| BlackArts Racing Team | 9   | Thomas Luedi        | Tutti  |
| BlackArts Racing Team | 23  | Joey Alders         | Tutti  |
| BlackArts Racing Team | 33  | Yu Kanamaru         | Tutti  |
| BlackArts Racing Team | 57  | Michael Belov       | 5      |
| BlackArts Racing Team | 95  | Miki Koyama         | 4      |
| MP Motorsport         | 18  | Amaury Cordeel      | 2      |
| Seven GP              | 25  | Tatiana Calderón    | 1–3    |
| Abu Dhabi Racing UAE  | 88  | Khaled Al Qubaisi   | 3      |

## Calendario
| Gara | Gara | Circuito                           | Data        | Pole Potions        | Giro veloce         | Vincitore           | Team Vincitore        |
| ---- | ---- | ---------------------------------- | ----------- | ------------------- | ------------------- | ------------------- | --------------------- |
| 1    | R1   | Circuito di Sepang                 | 13 dicembre | James Yu            | Devlin DeFrancesco  | Joey Alders         | BlackArts Racing Team |
| 1    | R2   | Circuito di Sepang                 | 15 dicembre |                     | Joey Alders         | Joey Alders         | BlackArts Racing Team |
| 1    | R3   | Circuito di Sepang                 | 15 dicembre | Jack Doohan         | Jack Doohan         | Jack Doohan         | Pinnacle Motorsport   |
| 2    | R1   | Dubai Autodrome                    | 9 gennaio   | Ukyo Sasahara       | Jake Hughes         | Jack Doohan         | Pinnacle Motorsport   |
| 2    | R2   | Dubai Autodrome                    | 10 gennaio  |                     | Jack Doohan         | Joey Alders         | BlackArts Racing Team |
| 2    | R3   | Dubai Autodrome                    | 10 gennaio  | Ukyo Sasahara       | Joey Alders         | Yu Kanamaru         | BlackArts Racing Team |
| 3    | R1   | Yas Marina Circuit                 | 17 gennaio  | Ukyo Sasahara       | Jamie Chadwick      | Ukyo Sasahara       | Hitech Grand Prix     |
| 3    | R2   | Yas Marina Circuit                 | 18 gennaio  |                     | Jamie Chadwick      | Joey Alders         | BlackArts Racing Team |
| 3    | R3   | Yas Marina Circuit                 | 18 gennaio  | Sebastián Fernández | Sebastián Fernández | Sebastián Fernández | Pinnacle Motorsport   |
| 4    | R1   | Sepang International Circuit       | 14 febbraio | Jack Doohan         | Joey Alders         | Jack Doohan         | Pinnacle Motorsport   |
| 4    | R2   | Sepang International Circuit       | 15 febbraio |                     | Jack Doohan         | Jack Doohan         | Pinnacle Motorsport   |
| 4    | R3   | Sepang International Circuit       | 15 febbraio | Jack Doohan         | Jack Doohan         | Jack Doohan         | Pinnacle Motorsport   |
| 5    | R1   | Circuito internazionale di Buriram | 22 febbraio | Jack Doohan         | Jack Doohan         | Joey Alders         | BlackArts Racing Team |
| 5    | R2   | Circuito internazionale di Buriram | 23 febbraio |                     | Michael Belov       | Ukyo Sasahara       | Hitech Grand Prix     |
| 5    | R3   | Circuito internazionale di Buriram | 23 febbraio | Ukyo Sasahara       | Ukyo Sasahara       | Ukyo Sasahara       | Hitech Grand Prix     |

## Classifiche
Sistema di punteggio
| Posizione | 1° | 2° | 3° | 4° | 5° | 6° | 7° | 8° | 9° | 10° |
| Punti     | 25 | 18 | 15 | 12 | 10 | 8  | 6  | 4  | 2  | 1   |

### Classifica Piloti
| Pos                                | Pilota              | SEP1 | SEP1 | SEP1 | DUB2 | DUB2 | DUB2 | ABU1 | ABU1 | ABU1 | SEP1 | SEP1 | SEP1 | CHA | CHA | CHA | Pts |
| ---------------------------------- | ------------------- | ---- | ---- | ---- | ---- | ---- | ---- | ---- | ---- | ---- | ---- | ---- | ---- | --- | --- | --- | --- |
| 1                                  | Joey Alders         | 1    | 1    | 3    | 2    | 1    | 3    | 5    | 1    | 6    | 2    | 8    | 2    | 1   | 3   | 7   | 266 |
| 2                                  | Jack Doohan         | 2    | 8    | 1    | 1    | 3    | 11   | 3    | Rit  | 2    | 1    | 1    | 1    | 8   | 13† | 2   | 229 |
| 3                                  | Nikita Mazepin      | 4    | 2    | 5    | 4    | 4    | 6    | 2    | 6    | 3    | 5    | 2    | 4    | 5   | 8   | 8   | 186 |
| 4                                  | Jamie Chadwick      | 7    | 10   | 8    | 6    | 11   | 8    | 9    | 8    | 9    | 3    | 4    | 6    | 2   | 2   | 3   | 139 |
| 5                                  | Pietro Fittipaldi   | 14   | 12   | 11   | 7    | 13   | 7    | 4    | 5    | 5    | 4    | 5    | 5    | 3   | 4   | 10  | 119 |
| 6                                  | Yu Kanamaru         | 6    | 5    | Rit  | 9    | 10   | 1    | Rit  | 11   | Rit  | 6    | 6    | 3    | 10  | 6   | 5   | 104 |
| 7                                  | Devlin DeFrancesco  | 3    | 9    | 2    | 5    | 6    | 5    | 6    | 3    | 7    |      |      |      |     |     |     | 101 |
| 8                                  | Sebastián Fernández |      |      |      | 3    | 2    | 4    | 7    | 4    | 1    |      |      |      |     |     |     | 96  |
| 9                                  | Yu Kuai             | 9    | 6    | 4    | 15   | 8    | 16   | 11   | 7    | 11   | 8    | 7    | 8    | 9   | 7   | 9   | 70  |
| 10                                 | Tommy Smith         | 10   | 11   | 10   | 8    | 12   | 13   | 12   | Rit  | 8    | 7    | 11†  | 7    | 6   | 9   | 6   | 48  |
| 11                                 | Michael Belov       |      |      |      |      |      |      |      |      |      |      |      |      | 4   | 5   | 4   | 39  |
| 12                                 | Cao Zhuo            | 5    | 3    | 7    |      |      |      |      |      |      |      |      |      |     |     |     | 31  |
| 13                                 | Tatiana Calderón    | Rit  | 4    | 9    | 11   | 9    | 9    | 8    | Rit  | 10   |      |      |      |     |     |     | 31  |
| 14                                 | Jake Hughes         | Rit  | 7    | 6    | 12   | 5    | Rit  |      |      |      |      |      |      |     |     |     | 24  |
| 15                                 | Alessio Deledda     | 11   | 13   | 12   | 13   | Rit  | 12   | 10   | 9    | 12   | Rit  | 9    | 10   | 7   | 10  | 13† | 21  |
| 16                                 | Miki Koyama         |      |      |      |      |      |      |      |      |      | 10   | 10†  | 9    |     |     |     | 6   |
| 17                                 | Thomas Luedi        | 12   | DNS  | 13   | Rit  | 15   | 14   | Rit  | 12   | 14   | 11   | Rit  | 11   | 11  | 11  | 11  | 3   |
| 18                                 | Khaled Al Qubaisi   |      |      |      |      |      |      | 13   | 10   | 13   |      |      |      |     |     |     | 2   |
| 19                                 | Paul Wong           | 13   | 14   | 14   | 14   | 14   | 15   | 14   | 13   | 15   |      |      |      | 12  | 12  | 12  | 0   |
| —                                  | Alister Yoong       |      |      |      |      |      |      |      |      |      | Rit  | DNS  | DNS  | Rit | DNS | DNS | 0   |
| —                                  | Dominic Ang         |      |      |      |      |      |      |      |      |      | Rit  | DNS  | DNS  | Rit | DNS | DNS | 0   |
| —                                  | Najiy Razak         |      |      |      |      |      |      |      |      |      | Rit  | DNS  | DNS  |     |     |     | 0   |
| —                                  | Gilbert Ang         |      |      |      |      |      |      |      |      |      | Rit  | DNS  | DNS  |     |     |     | 0   |
| —                                  | Leonard Hoogenboom  |      |      |      |      |      |      |      |      |      |      |      |      | Rit | DNS | DNS | 0   |
| Piloti ospiti, non idonei ai punti |                     |      |      |      |      |      |      |      |      |      |      |      |      |     |     |     |     |
| —                                  | Ukyo Sasahara       | 8    | 15†  | 15†  | 16†  | Rit  | 2    | 1    | 2    | 4    | 9†   | 3    | 12†  | 13  | 1   | 1   | —   |
| —                                  | Amaury Cordeel      |      |      |      | 10   | 7    | 10   |      |      |      |      |      |      |     |     |     | —   |
| Pos                                | Pilota              | SEP1 | SEP1 | SEP1 | DUB2 | DUB2 | DUB2 | ABU1 | ABU1 | ABU1 | SEP1 | SEP1 | SEP1 | CHA | CHA | CHA | Pts |

### Classifica Team
| Pos. | Team                  | Punti |
| ---- | --------------------- | ----- |
| 1    | BlackArts Racing Team | 386   |
| 2    | Pinnacle Motorsport   | 357   |
| 3    | Absolute Racing       | 295   |
| 4    | Hitech Grand Prix     | 229   |
| 5    | Zen Motorsport        | 70    |
| 6    | Seven GP              | 31    |
| 7    | Abu Dhabi Racing UAE  | 2     |
| 8    | MP Motorsport         | 0     |